# Walter Wager
Walter Herman Wager (4 settembre 1924 – New York, 11 luglio 2004) è stato un romanziere, funzionario, giornalista e produttore televisivo statunitense.
Si laureò alla Columbia University e alla Harvard Law School. Lavorò in pubbliche relazioni per l'ASCAP e l'Università di Hartford. Era meglio conosciuto come un autore di gialli; le sue opere incluse 58 minuti, adattato a diventare un film d'azione: 58 minuti per morire - Die Harder nel 1990. Due altri suoi romanzi sono diventati grandi film: Telefon e Viper Three. Scrisse anche una serie di romanzi originali negli anni 60, sotto lo pseudonimo di John Tiger, basato sulla serie televisiva Le spie e Mission: Impossible. Morì a New York.

## Opere
- Operazione Jackpot (Death Hits the Jackpot, 1954 ) (come John Tiger)
- Operation Intrigue (come Walter Hermann, 1956)
- "Domino" Operazione Destino (I, Spy, 1965) (come John Tiger)
- "Domino" colpo maestro (I Spy#2: Masterstroke, 1966) (come John Tiger)
- "Domino" fine del Quarto Reich (I Spy#3: Superkill, 1967) (come John Tiger)
- "Domino" partita a due (I Spy#4: Wipeout, 1967) (come John Tiger)
- "Domino" primo piano (I Spy#5: Countertrap, 1967) (come John Tiger)
- "Domino": il giorno del giudizio (I Spy#6: Doomdate, 1967) (come John Tiger)
- Mission: Impossible (come John Tiger, 1967)
- "Domino" Operazione Costa Verde (I Spy#7: Death-Twist, 1968) (come John Tiger)
- Code Name: Little Ivan (come John Tiger, 1969)
- La vendetta è nostra (Sledgehammer, 1970)
- Warhead (1971)
- Ultimi bagliori di un crepuscolo (Viper Three, 1971)
- Lo scambio (Swap, 1972)
- Pronto? Qui KGB (Telefon, 1975)
- Il dottor Morte (Time of Reckoning, 1977)
- Blue Leader (1979)
- La città che non dorme (Blue Moon, 1980)
- Una donna calibro 45 (Blue Murder, 1981)
- Un uomo allo sbaraglio (Designated Hitter, 1982)
- Otto's Boy (1985)
- Codice Magnum (Raw Deal, 1986)
- 58 Minuti (58 Minutes, 1987)
- Virus delta (The Spirit Team, 1996)
- Tunnel (2001)
- Kelly's People (2002)